# Giuseppe Enrici
Giuseppe Enrici (2 de janeiro de 1898, Pittsburgh - 1 de setembro de 1968, Nice) foi um ciclista italiano nascido nos Estados Unidos.
Atuou profissionalmente entre 1921 e 1928. Foi o vencedor do Giro d'Italia em 1924 .

## Premiações
1923
- Coppa Cavacciocchi

1924
- 7. etapa Giro d’Italia
- 8. etapa Giro d’Italia
- vencedor Giro d'Italia 1924